# Anomalia das Pioneers

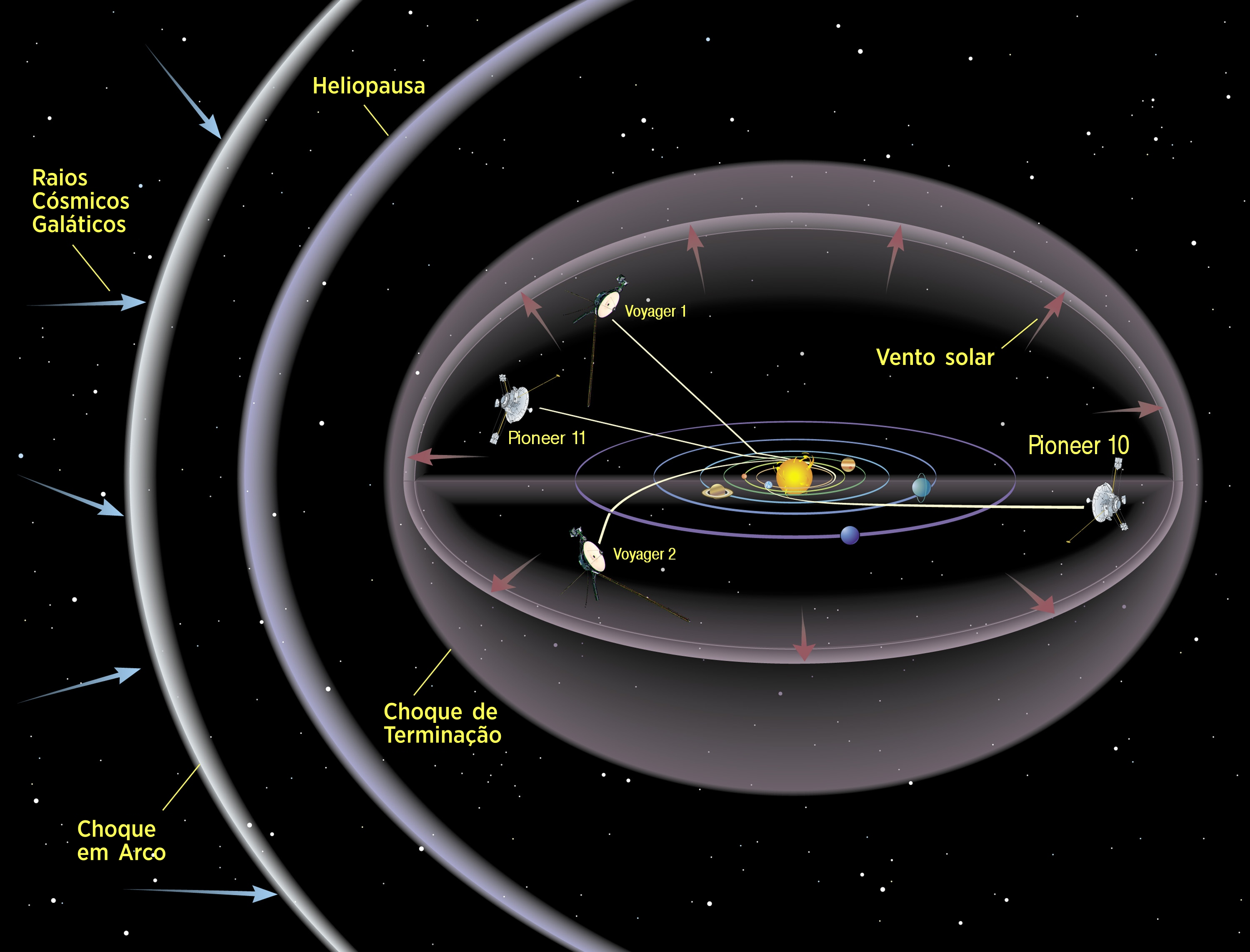
Trajetórias de Pioneer 10 e Pioneer 11

A Anomalia das Pioneers é uma divergência leve nas trajetórias calculadas das sondas interplanetárias norte-americanas Pioneer 10 e Pioneer 11 da NASA, lançadas em 1972 e 1973, que ainda não foi explicada de maneira científica.
O problema da anomalia das Pioneers é de origem dinâmica, pois desconsiderando todos os efeitos gravitacionais conhecidos sobre as naves Pioneer 10 e 11, ainda resta uma inexplicada aceleração negativa (desvio para o azul) em direção ao Sol constante e de módulo igual a aP = (8,74±1,33)x 10–10 m/s² (uma média para ambas as naves).

## Introdução
Em 2 de março de 1972, foi lançada da base da força aérea norte-americana no Cabo Canaveral (Florida, EUA) a sonda espacial Pioneer 10 (ver Tabela 1), com a principal finalidade de sobrevoar o planeta Júpiter. Essa missão foi a primeira a utilizar a janela de lançamento que surge a cada 13 meses devido às órbitas dos planetas, permitindo, assim, a economia de combustível em uma viagem interplanetária. 
A Pioneer 10 estava a uma distância de 3,40 UA (unidades astronômicas) em 9 de janeiro de 1973 e já havia passado pelo cinturão de asteróides, atingindo finalmente Júpiter em 4 de dezembro de 1973. Após o sobrevôo em Júpiter a sonda obteve a velocidade de escape do Sistema Solar sendo, portanto, a primeira sonda a ultrapassar a órbita de Plutão. 
A missão da Pioneer 10 terminou oficialmente em 31 de março de 1997, mas a sonda continuou sua trajetória no espaço interestelar em direção à estrela Aldebarã que está localizada na constelação de Touro. Contudo, após o fim da missão o sistema de rádio da Pioneer 10 continuou enviando dados, aumentando assim, sua vida útil. O último sinal recebido com sucesso aconteceu em 27 de abril de 2002 quando a sonda estava a 80 UA do Sol, e perdeu o contato definitivamente em 23 de janeiro de 2003.
Dados Gerais da Pioneer 10
| Organização       | Ames Research Center - NASA       |
| Tipo de Missão    | Sobrevôo de Júpiter               |
| Data da decolagem | 3 de março de 1972 a 01:49:00 UTC |
| Veículo lançador  | Atlas/Centaur/TE364-4             |
| Massa             | 258 kg                            |

A segunda missão foi lançada em 6 de abril de 1973 que além de sobrevoar Júpiter, tinha o intuito de sobrevoar Saturno. A sonda, chamada de Pioneer 11 (ver Tabela 2), atingiu Júpiter em 2 de dezembro de 1974 e com auxílio da gravidade desse planeta foi colocada na trajetória de Saturno, alcançando-o em 1 de setembro de 1979. Após o encontro com Saturno a sonda seguiu uma órbita hiperbólica de escape em uma direção antiparalela à direção da Pioneer 10 (ver Figura 1).
A partir de primeiro de outubro de 1990 um problema no sistema de rádio na Pioneer 11 impediu que dados gerados após essa data fossem utilizados em investigações cientificas. Finalmente, em novembro de 1995, quando a sonda estava a uma distância de aproximadamente 40 UA do Sol e, devido à exaustão das fontes de energia da nave, o último sinal foi recebido (Anderson et al.,2002).
Dados Gerais da Pioneer 11
| Organização       | Ames Research Center - NASA       |
| Tipo de Missão    | Sobrevôo de Júpiter e Saturno     |
| Data da decolagem | 6 de abril de 1973 a 02:11:00 UTC |
| Veículo lançador  | Atlas/Centaur/TE364-4             |
| Massa             | 259 kg                            |

O sistema de navegação das Pioneers usou a banda S (λ=13 cm), que de é cerca de 2 GHz, para comunicação com o controle de missão na Terra. Com o seguimento Doppler foi determinada a velocidade da espaçonave, e a partir da velocidade determinou-se a trajetória. 
As naves possuem um sistema de estabilização via rotação em torno de um eixo com frequência da ordem de 4,28 e 7,8 rotações por minuto (rpm) respectivamente, o que as tornavam praticamente giroscópios, necessitando de mínima interferência do controle da Terra para correção da direção. Isso permitiu uma precisão de medida de forças atuando na espaçonave de 0,003x10-8 cm/s².
Os dados do deslocamento Doppler em rádio forneceram as informações que indicaram que a sonda sofria uma aceleração desconhecida na direção do Sol. Esta anomalia só foi percebida em 1980 quando os efeitos de aceleração mais evidentes devido à pressão de radiação solar deixaram de encobrir o sinal mais sutil. Neste ponto, a Pioneer 10 estava a cerca de 20 unidades astronômicas do Sol. 
Essa descoberta foi muito intrigante, pois se esperava que à medida que as naves se afastassem a aceleração em direção ao Sol diminuísse até que se livrassem definitivamente da influência do sistema solar.
Mesmo assim, a anomalia não foi considerada um efeito preocupante, dado seu valor tão pequeno, haveria muitos fatores conhecidos que poderiam causá-la. Em 1994, Anderson et al. refizeram a análise dos dados, levando em consideração os dados das naves Ulisses e Galileu e começaram a surgir explicações para o problema, seja na tentativa de explicar a anomalia como um erro sistemático ou como fenômenos físicos.

## Possíveis soluções
A origem da anomalia das Pioneers é um problema em aberto. Podemos agrupar a possíveis soluções em três categorias de acordo com sua natureza.

### Erros observacionais
Estariam relacionados a erros em constantes de efemérides astronômicas e erros nos programas de análises de dados.

A anomalia poderia vir de erros do programa de análises e modelagem de trajetória. As simulações foram feitas com dois programas diferentes, SIGMA e CHASMP, o que descartou possíveis erros devido à análise computacional. 

### Efeitos sistemáticos e gravitacionais
As primeiras tentativas de explicação fazem referência a forças sistemáticas no interior da nave. Esse efeito existe e não deve ser excluído, contudo a magnitude da anomalia supera a aceleração que seria gerada por esse mecanismo. Além disso, a evolução temporal da anomalia difere da evolução temporal da aceleração gerada por emissão térmica devido ao decaimento nuclear das fontes de energia na nave. 
Anderson el al. discutem a possibilidade de o efeito originar-se da reflexão da luz solar pela antena de transmissão ou de mudanças na taxa de rotação das naves devido escapamento de gases propulsores. No entanto, embora uma parte do efeito anômalo seja explicada por estes fatores, eles não são suficientes.
A explicação via influência gravitacional do Cinturão de Kuiper sugere que ele deveria ter uma massa dez vezes maior que a que hoje em dia é aceita. Existem vários modelos para estimar sua distribuição de massa, porém em nenhum dos modelos testados a magnitude da desaceleração condiz com a magnitude medida (Bertolami e Vieira, 2006). Efeitos de arrasto do meio interestelar e matéria escura também foram sugeridos, mas também não são suficientes para explicar a aceleração (Bertolami e Vieira, 2006).
Mbelek e Michalsk (2004) fazem uma análise com base na taxa de rotação da nave e concluem que a fonte da anomalia não seria artificial. As sondas Ulisses e Galileo também têm indicativos do efeito, mas como não possuem um sistema preciso de controle de navegação seus dados não são conclusivos se sendo assim estes efeitos não foram descartados.

### Efeitos de física desconhecida
Até agora discutimos efeitos convencionais, mas diante de explicações não conclusivas procura-se por efeitos externos que muitas vezes vão além da física convencional e podem sugerir uma nova física. 
Rañada (2005) atribui os efeitos da aceleração do relógio a bordo da Pioneer devido a um potencial gravitacional gerado pela expansão do universo, nesta situação a anomalia seria um caso interessante de dinâmica do tempo, onde o tempo cosmológico estaria defasado em relação ao relógio atômico. 
Algumas explicações cogitam que a velocidade da luz não é uma constante universal e depende da densidade de energia local do espaço. Nesse caso, conclui-se que a anomalia não existe. Ela é medida devido ao efeito nos sinais Doppler causado pelo índice de refração do espaço (Greaves, 2007).
O fato de todas as naves, com sistemas e direções diferentes, serem desaceleradas a grandes distâncias do Sol sugere um comportamento anômalo da própria gravitação e por isso algumas teorias sugerem mudanças na dinâmica de Newton que descreve F ~ 1/r para grandes distâncias proporcionando, assim, um parâmetro parecido com a aceleração encontrada nas Pioneers (Milgrom, 2002).
Masreliez (2005) atribui os efeitos da aceleração da nova cosmologia. A teoria da expansão cósmica em escala é controversa, uma vez que refuta a hipótese do Big Bang, mas que rende  {\displaystyle a_{p}=cH_{0}} ~ (7,5±1)x 10–8 m/s². 

## Conclusão
Desde sua descoberta, a anomalia das Pioneers tem despertado grande interesse e muitos esforços vêm sendo feitos na tentativa de explicar sua causa. Várias origens para esse efeito foram sugeridas, que vão desde erros sistemáticos no interior das naves até a ideia de que uma nova física esteja envolvida nesse processo. Apesar de tantas propostas nenhuma delas é totalmente aceita e o problema da anomalia das Pioneers continua sem solução. Outras naves lançadas para o espaço também sofrem os efeitos de uma aceleração desconhecida e até agora inexplicável. Isso enfatiza a necessidade de uma missão exclusiva para estudo da anomalia. Estes estudos poderão proporcionar comprovações de uma nova física, ou no pior dos casos, se os efeitos sistemáticos forem comprovados, poderão dar boas contribuições para melhoria das espaçonaves ou ainda correções importantes nas efemérides astronômicas.